# Le Nœud de vipères
 (juillet 2024).
Le Nœud de vipères est un roman de François Mauriac paru en 1932.
La première partie est constituée de la lettre que Louis écrit à sa femme, lettre que celle-ci devrait retrouver après sa mort avec ses papiers (ses « titres »). Toutefois, de manière inattendue, sa femme meurt avant lui, et Louis continue d'écrire ce qui devient plutôt un journal. Au-delà de ses souvenirs, il relate les différentes démarches qu'il a faites, toujours pour accomplir son plan, à savoir frustrer sa famille immédiate de son héritage pour en faire profiter plutôt son fils Robert, né d'une relation extra-maritale. L'œuvre se conclut, après la mort de Louis, par un court échange épistolaire entre Hubert, Geneviève, ses deux enfants et Janine, la fille de cette dernière. Janine est la seule à croire à la conversion de son grand-père, que ses deux enfants considèrent plutôt comme au seuil de la maladie mentale.

## Résumé
Le Nœud de vipères est la confession épistolaire de Louis, ancien avocat de soixante-huit ans, présenté comme un vieillard. Il voit sa famille, sa femme, ses enfants et petits-enfants, rôder autour de lui en attendant d'hériter du patrimoine qu'il a accumulé toute sa vie. Il a le sentiment que cette meute n'a d'autre but que de s'approprier ce qu'il a réussi à réunir, sans lui avoir jamais fait l'aumône de cet amour qu'il se croit incapable d’inspirer.
Il veut donc se venger des siens en les déshéritant. Mais sa femme meurt avant lui et sa vision des choses va dès lors profondément changer...
Dans cette confession, Louis parlera de son histoire avec sa femme Isa, de sa mère qu'il détestait parce qu'elle l'aimait trop, et des différentes vexations dont il a été l'objet à différentes étapes de sa vie. Il veut se venger du manque d’amour de sa femme, de ses enfants, Geneviève et Hubert. Il a un fils illégitime à Paris, Robert, dont il veut secrètement faire son unique héritier, mais son plan secret est divulgué par Robert. Louis est un homme torturé qui progressivement évolue pour se rendre compte qu'il est capable d'aimer. Louis n'a pas pu terminer sa lettre, longue d'une centaine de pages, parce qu'il meurt en écrivant le dernier mot : « ador… ».
Dans l'avis au lecteur, Mauriac écrit : « Non, ce n'était pas l'argent que cet avare chérissait, ce n'était pas de vengeance que ce furieux avait faim. L'objet véritable de son amour, vous le connaîtrez si vous avez la force et le courage d'entendre cet homme jusqu'au dernier aveu que la mort interrompt... »

## Signification du titre
L'auteur, par la plume du narrateur, fait référence au « nœud de vipères » trois fois dans l'œuvre.
- La première fois (ch. XI), le nœud de vipères représente son cœur et toutes les haines et bassesses qu'il contient : « Je connais mon cœur, ce cœur, ce nœud de vipères : étouffé sous elles, saturé de venin, il continue de battre au-dessous du grouillement. Ce nœud de vipères qu'il est impossible de dénouer, qu'il faudrait trancher d'un coup de couteau [...][1]. »
- La deuxième fois (ch. XIII), l'image sert à décrire plutôt sa famille ; cette réflexion lui vient lorsqu'il voit les sièges de jardin, vides, où sa famille (enfants, beaux-enfants et petits-enfants) a comploté contre lui : « Dans un soir d'humilité, j'ai comparé mon cœur à un nœud de vipères. Non, non : le nœud de vipères est en dehors de moi; elles sont sorties de moi et elles s'enroulaient, cette nuit, elles formaient ce cercle hideux au bas du perron, et la terre porte encore leurs traces. »
- La troisième allusion (ch. XVIII) appartient à la conversion de Louis : il comprend qu'il peut être plus que ce nid de vipères, qu'il y a un homme capable d'amour et de pardon sous celui-ci : « Je sentais, je voyais, je touchais mon crime. Il ne tenait pas tout entier dans ce hideux nid de vipères : haine de mes enfants, désir de vengeance, amour de l'argent; mais dans mon refus de chercher au-delà de ces vipères emmêlées. Je m'en étais tenu à ce nœud immonde comme s'il eût été mon cœur même [...]. » Il comprend par le fait même qu'il serait judicieux de ne pas non plus s'arrêter aux apparences dans le regard qu'il porte sur les autres. C'est lorsqu'il saisit que l'amour lui est accessible (amour de soi et amour des autres), que « le nœud de vipères est enfin tranché » (ch. XVIII). Reste à savoir si les autres verront, sauront reconnaître sa transformation, après tant d'années de haine et de méfiance.

## Thèmes évoqués
Principaux thèmes de l'œuvre : 
- L'argent : le personnage principal est riche, jaloux et avare, et sa femme et ses enfants se liguent contre lui pour s'assurer leur héritage. Dès les premières pages, on constate un jeu du chat et de la souris autour de cet enjeu.
- Les relations conjugales et filiales. Ce mariage a été malheureux : le personnage principal s'est senti détesté et délaissé par sa femme peu de temps après leur mariage, et encore plus avec l'arrivée des enfants. Elle a mis les enfants de son côté, si bien qu'il s'est trouvé seul et accablé des jugements et du mépris de sa famille tout au long de sa vie, malgré de grands succès professionnels comme avocat.
- La bigoterie et le sens religieux. La femme de Louis, Isa, est profondément pieuse alors que lui est mécréant. Il ne se gêne pas, toutefois, pour remettre sous le nez de sa femme toutes les contradictions de son comportement (p. ex. : faire l'aumône à « ses » pauvres tout en sous-payant son personnel de maison).
- Le salut. Après avoir jeté un regard lucide et sans complaisance sur lui-même, Louis comprend le vrai sens de la religion (qui échappait à sa femme bigote) : l'apaisement que donne le fait de renoncer aux passions tristes et à l'avoir matériel en reconnaissant qu'on est soi-même digne d'amour.

## Personnages
- Louis : avocat, il est le protagoniste et auteur de la confession.
- Isabelle (née Fondaudège) : épouse de Louis.

- Les enfants de Louis et Isa :
  - Marie : la fille préférée de Louis, morte du typhus à dix ans.
  - Hubert, marié à Olympe et père de famille.
  - Geneviève, mariée à Alfred et mère de Janine.

- Alfred : mari de Geneviève.
- Olympe : femme de Hubert.
- Janine : fille de Geneviève et d'Alfred, mariée à Phili.
- Phili : mari de Janine.

- La mère de Louis : Louis a parfois honte de ses origines modestes, par rapport au côté « grand bourgeois » de sa belle famille.
- Les Fondaudège, parents d'Isa : ils ont toujours pensé que leur fille était « immariable » car ses deux frères sont morts de phtisie, mais surtout, parce qu'elle avait eu une "aventure" avec un dénommé Rodolphe.
- Robert : fils illégitime de Louis. Il habite à Paris et son père veut faire de lui son unique héritier.
- Marinette (Marie-Louise de son vrai nom) : sœur d'Isa. Elle meurt en 1900 en accouchant de son fils Luc.
- Baron Philipot : mari beaucoup plus âgé de Marinette, qui meurt de vieillesse. Il promet sa fortune à Marinette à condition qu’elle ne se remarie pas.
- Luc : fils de Marinette, meurt à la guerre.
- Abbé Ardouin : enseigne la catéchèse aux enfants de Louis et Isa.
- Rodolphe : amour manqué d'Isabelle.

## Adaptation
Le roman a été adapté à deux reprises pour la télévision :
- 1971 : Les Cent Livres : Le Nœud de vipères de Serge Moati ;
- 1980 : Le Nœud de vipères de Jacques Trébouta.